# Н'ятсімба Мутота
Н'ятсімба Мутота (бл. 1400 — бл. 1450) — 1-й мвене-мутапа (володар) Мономотапи. Заклав основи політичного та економічного розвитку.

## Життєпис
Належав до клану каранґа (за іншими відомостями — розві) племені шона. Був представником правлячого роду Мбіре, панівного в державному утворенні (на кшталт федерація або союзу племен) Зімбабве (зі столицею в Великому Зімбабве).
За одними відомостями, в пошуках нових копалень солі або внаслідок виснаження земель для пасовиськ та землеробства з частиною народу мігрував на схід, зупинившись в області Денде між водоймою Мазое (в сучасному Центральному Машоналенді) та річкою Панхаме (на кордоні сучасних Зімбабве і Мозамбіку). Тут було знайдено великі родовища солі в області Тавара.
Втім висловлюється думка, що Н'ятсімба Мутота залишив Велике Зімбабве після війни з братом (стриєчним братом) Мукваті. На той час Велике Зімбабве вже відчувало тиск з боку державного утворення зі столицею Інгомбе Іледе (біля річки Замбезі в сучасній Замбії).
Саме в правління Н'ятсімба Мутота федерація (союз) племен перетворився на повноцінну державу, що мала теократичний характер,  оскільки Мутота прийняв титул мвене мутупа (цивільний і військовий титул) та став верховним жерцем головного божества Мварі. Столицю звів біля гори Фуа (ототожнюють з теперішньою горою Дарвін в Центральному Машоноленді), бажаючи бути ближче до торгівельних міст султанату Кілва. 
Десь з 1440 року розпочав загарбницькі походи проти навколишніх племен, розширивши межі підвладних земель на захід уздовж річки Замбезі. До кінця життя підкорив Велике Зімбабве, яке залишилося культовим центром. Впровадив традицію призначати в підкорених областях своїх синів.
Встановив міцні торгівельні контакти з містами Софала і Мозамбік, куди відправлялися сіль, золото та слонова кістка. В свою чергу худобу вимінював на золото в народів банту на півдні Африки (вони контролювали відповідні копальні), яке вже потім відправляв арабським торговцям.
Загинув близько 1450 року біля пагорбу Читакочангонья у війні з народом тонга. Йому спадкував син Н'янхехве Матопе.